# ディフェンバキア

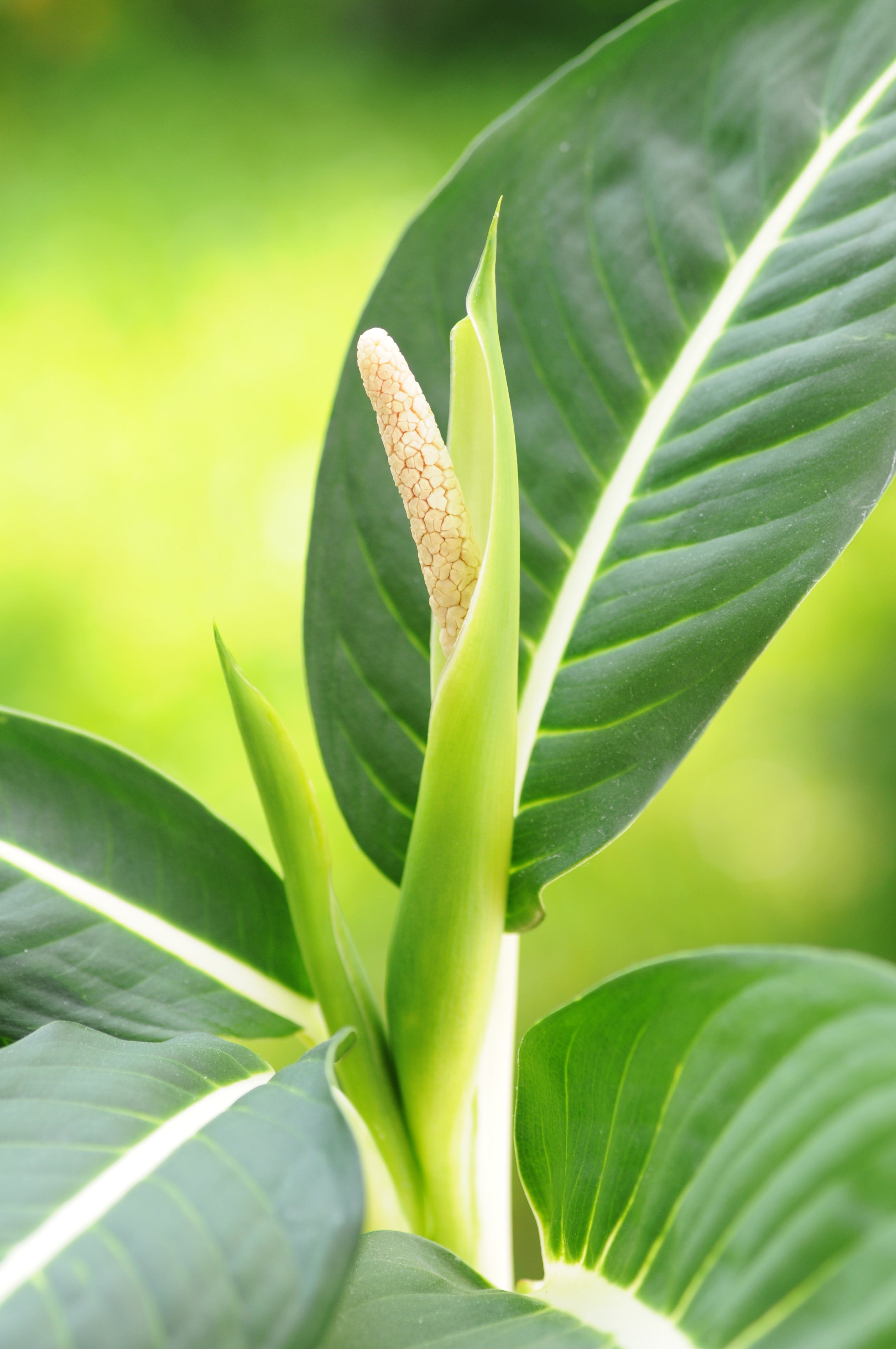
ディフェンバキアの一種であるDieffenbachia oerstediiの花

ディフェンバキア（学名：Dieffenbachia）は、サトイモ科に属する熱帯植物の一種。遮光の悪影響をさほど受けないことから室内における観葉植物として育てられることが多い。名前はドイツの科学者エルンスト・ディフェンバッハにちなむ。噛むと毒液で舌に炎症がおき、会話ができない状態になったりすることから、英語では「Dumb Cane（口のきけない茎）」とも呼ばれている。

## 概要
熱帯アメリカを中心に20 - 30種類が分布する。多年草で多肉質の茎が枝分かれして2メートルほどの高さまで達する。葉の形は長楕円形から卵形で、葉の表面に白色・黄色・薄緑色などの斑模様が不規則に浮かぶ。他のサトイモ科と同様に仏炎苞を持つ。

## 育成
繁殖には挿し木や取り木が適している。暑い気温と湿気のある環境に親和性が強い。観葉植物として育てられるディフェンバキアは、暑い時期を除いてほとんど室内で育てられる。育成には日光を必要とするが、窓から漏れてくる程度の光量で構わない。気温が5℃を下回る環境では枯れる恐れがある。苗床から屋内に移す時には植え替えた方が良い。育成においては適度に湿気のある肥沃な土壌が必要とされる。葉は周期的に丸くなって落ち、新たな葉を付ける。土壌の栄養不足などの問題が生じると、葉の色が黄色に変わる。またアブラムシやハダニが集まりやすいので注意が必要となる。

## 毒性
ディフェンバキアの細胞にはシュウ酸カルシウムの結晶がふくまれる。葉を噛むと、この結晶によって熱感がおき、紅斑ができる。浮腫を生じるという報告もある。子供やペットの動物がディフェンバキアの葉を噛むことによって、多量のよだれが出たり口の炎症がおきたりすることがあるが、いずれも症状は軽微で人命に関わるほどではなく、鎮痛剤や抗ヒスタミン剤で治すことが可能である。  
胃の洗浄などはほとんど必要ないと指摘されている。過去にディフェンバキアの毒性の影響を受けた患者の症状はほとんどが軽微で、大がかりな治療は必要ではなかった。また、その患者の大半は5歳以下の幼児であった。